# Haplogrupo R0 (ADNmt)
En genética humana, el Haplogrupo R0, antes llamado pre-HV, es un haplogrupo mitocondrial humano típico de Eurasia Occidental que desciende del haplogrupo R y que da lugar a los haplogrupos HV y R0a'b. 
A través de HV, es el haplogrupo más importante de Occidente, predominante o mayoritario en Europa, Medio Oriente, Norte de África y Asia Central; y minoritario en el subcontinente indio.

## Orígenes
R0 se originó en el Medio Oriente o al Sur de Asia hace unos 40 000 años. Se ha reportado presencia de R0 o HV en restos óseos de hace 24 000 años del hombre de cromañón en el norte de Italia.
- R0a'b
  - R0a: Originado en Arabia o Cercano Oriente. Tiene unos 22 500 años de antigüedad.[2]
- HV: Originado en el Cercano Oriente o Cáucaso[3] hace unos 25 000 a 30 000 años.[4]

## Distribución
R0 o pre-HV (73, 11719) y sus haplogrupos descendientes, son los más característicos de todo Eurasia Occidental, con una mayor concentración en Europa Occidental.

### R0a'b
R0a'b está definido por 4 mutaciones: (58), 64, 2442 y 16362. Algunas personas lo tienen en Albania.
- R0a o (preHV)1 (3847, 13188, 16126): Distribuido ampliamente. Las frecuencias más importantes están en la isla de Socotra (Yemen) con 38 %,[5] en kalashas (Pakistán) con 23 %,[6] en Arabia Saudita 18 %[7] y Omán 16 %. Se encuentra también en la Cuerno de África (Etiopía 10 %), Norte de África, África Oriental, Anatolia, Irán, Pakistán, India; y en Europa en Italia y Dalmacia.
  - R0a1 o (preHV)1a: En la península arábiga (especialmente en Yemen) y África del Norte.[2]
    - R0a1a: Con unos 11 500 años de antigüedad. Difundido en la península de Arabia y se extiende al Norte de África y Cuerno de África. Poco en Italia.
      - R0a1a1: En Yemen[2] y Túnez.[8]
        - R0a1a1a: Exclusivo de la isla de Socotra.[2]

      - R0a1a2: En Etiopía.[9]
      - R0a1a3: En Arabia.
      - R0a1a4: En Arabia Saudita, Catar, Kuwait, y Irak.

    - R0a1-T152C!: En Marruecos y España.
      - R0a1b: Poco en Arabia[10] y África.

  - R0a-601.T (60.1T): Italia, los armenios de Turquía,[11] los kalashas de Pakistán.[12]
    - (709, 16126): En kalashas.
    - R0a2'3 (15674): Irán, Líbano.
      - R0a2 o (preHV)1b: Con unos 15 600 años de antigüedad, se extiende por la península arábiga, Cuerno de África, subcontinente indio, Marruecos, Chad, Sudán, Italia e Iberia.[2]
        - R0a2a: Portugal, España, Italia.
          - R0a2a1: Italia, Argelia.

        - R0a2b: Etiopía.[10]
        - R0a2c: En Arabia Saudita,[13] Catar, Kuwait, y los judíos yemenitas.[10]
        - R0a2d
        - R0a2e
        - R0a2f: Los árabes en Chad,[14] Emiratos Árabes Unidos,[15] Emiratos Árabes Unidos.
          - R0a2f1
            - R0a2f1a: Omán, Arabia Saudita, Yemen.
            - R0a2f1b: Yemen, Emiratos Árabes Unidos.

        - R0a2g
          - R0a2g1
            - R0a2g1a
              - R0a2g1a1: Encontrado en los pueblo Saho de Eritrea[16] y el pueblo amhara de Etiopía.[17]

        - R0a2h: Emiratos Árabes Unidos.[18]
          - R0a2h1: Los afar de Eritrea.[19]

        - R0a2i: Yemen[20]
        - R0a2-T195C!: Arabia Saudita.
          - R0a2j: Yemen,[21] Omán, Emiratos Árabes Unidos.

        - R0a2k: Cerdeña.[22]
          - R0a2k1: En Arabia Saudita y Yemen.

        - R0a2l: Yemen.[23]
        - R0a2m: Encontrado en los asquenazi de Europa Central y Europa Oriental,[24] los chuetas en España,[25] los gitanos en España,[26] México,[27] Ecuador,[28] y Marruecos.[27]
        - R0a2n: Los drusos de Líbano,[29] los asirios,[30] Italia, el Balti de Pakistán.[31]
        - R0a2q: Los oromo de Kenia,[32] los pueblo Saho de Eritrea.[33]
        - R0a2r: Sur de Europa (Rumania, Bulgaria),[10] los drusos.[10]

      - R0a3: Yemen,[34] Túnez, los persas.[35]
        - R0a3a: Líbano,[36] Yemen.[37]

    - R0a4: España, Portugal, los asquenazi de Europa Central y Europa Oriental,[38] Irak.[10]
- R0b: Encontrado en el sur de Italia[39] y en Azerbaiyán.[40]

### HV
HV (14766): Es el haplogrupo más importante de Occidente, predominante o mayoritario en Europa, Medio Oriente, Norte de África y Asia Central; y minoritario en el subcontinente indio.
- HV0 (antes Pre*V): Especialmente en Europa Occidental.[41]
  - V: Los más altos porcentajes están en los pueblos sami con 40 %.[42]
- HV1: Típico del Cercano Oriente.[7]
- HV2: Principalmente al Sur de Asia.[6]
- HV3: Propio de Europa Oriental.[3]
- H: En todo Eurasia Occidental. Es el haplogrupo mitocondrial más común de Europa.